# Divisione di Paleopatologia dell'Università di Pisa
La Divisione di Paleopatologia dell'Università di Pisa costituisce una sezione del Dipartimento di Ricerche Traslazionali e delle Nuove Tecnologie in Medicina e Chirurgia, specializzata nello studio di corpi mummificati e di serie scheletriche antiche di interesse archeologico. La Divisione è stata istituita nel maggio 2004 dall'opera del prof. Gino Fornaciari, allora professore ordinario di Storia della Medicina e Paleopatologia.

## Organizzazione e campi di studio
Diretta da Valentina Giuffra - professore associato di Storia della Medicina e Paleopatologia presso l'Università di Pisa, la Divisione effettua ricerche che vanno dall'archeologia funeraria allo studio delle mummie, alla osteoarcheologia, all'applicazione delle moderne tecnologie biomediche allo scopo di determinare il profilo biologico e paleopatologico dei gruppi umani antichi (indagini istologiche, radiologiche, immunologiche, immunoistochimiche, ultrastrutturali e genetiche).
La Divisione di Paleopatologia usufruisce di diversi laboratori di paleopatologia e di osteoarcheologia presso la Scuola Medica di Pisa.
La Divisione di Paleopatologia vanta una pluriennale esperienza nello studio delle mummie, in particolare dell'Italia meridionale e della Sicilia. Oltre a numerosi casi di singoli individui, in prevalenza corpi mummificati di Santi o di principi medievali e rinascimentali, la Divisione ha studiato le seguenti serie di mummie: negli anni 1983-87 la Divisione ha esplorato, su incarico della Soprintendenza ai Beni Storici ed Artistici della Campania, le tombe della Sacrestia monumentale della Basilica di S. Domenico Maggiore a Napoli (XV-XVIII secolo), con l'esame autoptico delle mummie dei sovrani e di 25 esponenti della corte aragonese; nel luglio-agosto 1987, su incarico della Soprintendenza ai Beni Storici ed Artistici di Catania, ha studiato e sottoposto ad autopsia 50 individui mummificati della Chiesa di S. Maria della Grazia in Comiso (XVIII-XIX secolo); nel 1996, la Divisione partecipò, a Saqqara in Egitto, alla missione diretta dalla prof. Edda Bresciani, esaminando numerose mummie di Età tarda e Tolemaica; nel 1997-1999 ha studiato, su incarico della Soprintendenza ai Beni Storici ed Artistici di Arezzo, le mummie della Basilica di S. Francesco; nel 1998-2002 la Divisione, su incarico della Soprintendenza ai Beni Storici ed Artistici dell'Abruzzo, ha preso in esame le mummie naturali del convento di San Giorgio degli Osservanti in Goriano Valli (XIX secolo) e della chiesa di San Sebastiano in Navelli, comprendente centinaia di corpi mummificati e scheletrizzati (XVI-XIX secolo), in provincia dell'Aquila; nel 1999-2002, su incarico della Soprintendenza ai Beni Storici ed Artistici delle Marche, furono studiate le mummie dei Della Rovere, duchi di Urbino (XVI secolo); nel 2000, su incarico dell'Università di Siena, sono state studiate le mummie della cripta dell'Ospedale di S. Maria della Scala a Siena (XV-XVII secolo); nel 2003-2007, su incarico della Soprintendenza al Polo Museale Fiorentino, furono esaminate, nell'ambito del "Progetto Medici", numerose deposizioni dei Medici (XVI secolo) nelle Cappelle Medicee della Basilica di S. Lorenzo a Firenze; nel 2005-2006, su incarico della Soprintendenza ai Beni Storici ed Artistici di Messina, la Divisione ha esplorato tutte le cripte funerarie contenenti mummie della Sicilia orientale (XVIII-XIX secolo), redigendone il relativo corpus;  dal 1999 ad oggi sono in corso di studio, su incarico del comune di Cerreto di Spoleto, le mummie naturali rinvenute nella cripta della Chiesa dei SS. Gesù e Maria a Borgo Cerreto, dove è stato allestito un Museo delle Mummie ed il Centro di Studi sulle Mummie "Baronio Vincenzi".
Dal 2009, insieme alle università di Bologna e di Milano, ha organizzato il master in bioarcheologia, paleopatologia ed antropologia forense, con Clark Spencer Larsen del Department of Anthropology della Ohio State University dal 2011 al 2013, ed IRLAB (Institute for Research and Learning in Archaeology and Bioarchaeology), la Field School Pozzeveri in Medieval Archaeology and Bioanthropology, una scuola estiva internazionale nell'area archeologica della Badia Pozzeveri (Altopascio) con 80 studenti, specializzandi e dottorandi americani e 12 istruttori italiani ed americani. Nel dicembre 2013 la rivista statunitense Science ha dedicato la copertina e un lungo editoriale ai risultati dei primi tre anni di scavi.
Dal 2014 tiene la summer school of Osteoarchaeoloy and Paleopathology nei laboratori di Paleopatologia della Scuola Medica dell'Università di Pisa, con 15 studenti italiani e stranieri.
I principali settori di studio della Divisione sono, oltre la paleopatologia in generale, lo studio delle mummie, la paleonutrizione e la ricerca di antichi agenti patogeni. Il gruppo di studio è noto soprattutto per avere applicato le moderne tecnologie biomediche allo studio dei tessuti molli delle mummie (italiane, egizie e precolombiane).

## Studi
Questi studi hanno permesso per la prima volta l'individuazione sicura di antichi virus, batteri e protozoi) e hanno dimostrato la presenza di alcuni casi di cancro nel corso del Rinascimento, verificando i modelli di sviluppo di alcune malattie dell'epoca contemporanea. Di grande importanza scientifica è stata infatti la scoperta, nel 1986, di particelle di virus del vaiolo umano in un corpo mummificato del XVI secolo (Lancet 1986; 8507:625) e, nel 1989, di treponemi sifilitici della stessa epoca (Lancet 1989; 8785: 614); nel 1992, è stato possibile dimostrare la presenza della malattia di Chagas, causata dal protozoo parassita Trypanosoma cruzi, in una mummia precolombiana inca del XIV secolo (Lancet 1992; 8785:128-129). Nel 1996 è stata identificata la presenza di una mutazione genetica caratteristica, quella dell'oncogene K-ras, e che anche oggi provoca il cancro, nel tumore che uccise il re di Napoli Ferrante I di Aragona alla fine del XV secolo (Lancet 1996; 347:1272). Nel 2003 è stata amplificata una sequenza di DNA del virus del papilloma umano (HPV), un ben noto virus cancerogeno, sempre in una mummia rinascimentale (Lancet 2003; 362:1160). Nel 2004, in seguito all'autopsia della mummia naturale di Cangrande della Scala (1291-1329), signore di Verona, è stato diagnosticato un avvelenamento acuto da digitale. Da segnalare, inoltre, lo studio completo delle mummie aragonesi nella basilica di San Domenico Maggiore in Napoli (secoli XV e XVI), il rilevamento e la schedatura delle cripte con mummie della Sicilia orientale, lo studio delle deposizioni funebri della chiesa di Santa Maria della Grazia in Comiso (secoli XVIII-XIX), quello dei duchi di Urbino della famiglia Della Rovere (XVI secolo) e quello dei Granduchi dei Medici a Firenze (secoli XVI-XVIII). Nel 2010, in collaborazione con l'università di Torino, è stato utilizzato un metodo immunologico per l'individuazione nel tessuto osseo del Plasmodium falciparum, agente della malaria perniciosa (Fornaciari et al 2010). Nel 2013 è stato studiato il celebre capitano di ventura Giovanni dalle Bande Nere, capostipite dei granduchi de' Medici, ferito mortalmente nel 1526 a Governolo (Mantova) da un colpo di falconetto in uno scontro con i Lanzichenecchi dell'armata imperiale di Carlo V. Nel 2015, in collaborazione con il Center for Applications in Biotechnology della California Polytechnic State University, è stata dimostrata la resistenza agli antibiotici in una mummia precolombiana di oltre 1000 anni fa. Nel 2018, in collaborazione con l’Ancient DNA Centre della McMaster University di Hamilton in Canada, è stato sequenziato completamente il virus dell’epatite B in una mummia del XVI secolo

## Diffusione mediatica
Nel 2013 le riviste americane Smithsonian Magazine, organo della Smithsonian Institution di Washington, e Science hanno dedicato due lunghi editoriali e la copertina all'attività di ricerca della Divisione. Nell'agosto 2014 la nota trasmissione di divulgazione scientifica SuperQuark ha mandato in onda un intero servizio dedicato agli scavi e agli studi di bioarcheologia dell'abbazia camaldolese di Badia Pozzeveri presso Altopascio (Lucca), in collaborazione con la Ohio State University. Nel giugno 2016, nell'ambito di un programma sui musei di Firenze, Alberto Angela ha dedicato un lungo servizio sull'esplorazione della cripta del granduca Gian Gastone e sugli studi paleopatologici dei Medici.